# أوتاكاتا
اوتاكاتا هو نينجا هارب من قرية كيريغاكوري (قرية الضباب) وهو أيضا الجينشوريكي ذي الستة أذيل الدودة البزاقة وقد تم استخراج البيجو منه مما أدى إلى موته.

## شخصيته
اوتاكاتا هو شخص يفضل العزلة وأيضا هو قليل الكلام ولديه نظرة المتحمل بلا عواطف ويكره ان يدرب أي شخص كما حدت مع هوتارووذلك لما حدت له في الماضي لكنه تغير بعد الالتقاء ب ناروتو ومهمة الأسلوب المحرم. 

## قصته

### الماضي
قبل احدات الأسلوب المحرم كان اوتاكاتا يتدرب مع مدربه هار وسام ولكن في نهاية المطاف ظن اوتاكاتا ان مدربه قد خانه من أجل السلطة والقوة ولكن وبعد مدة ووفقا لعضو الآنبو من كيريغاكوري في الواقع لم يخنه وانما كان يحاول استخراج الوحش ذو الستة ذيول منه
ولكن انتهى الأمر بقتل اوتاكاتا لمدربه لظنه أنه خانه وقد أصيب بخيبة أمل كبيرة عندما عرف الحقيقة.

### الحاضر
بعد مدة تعرضت فتاة للهجوم اسمها هوتارو وتصادف وجودهم هناك وقد تمكن اوتاكاتا من صدهم وهزيمتهم وفي الحقيقية كان أولئك الأشخاص يبحثون عن اوتاكاتا فذهب اوتاكاتا مع هوتارو لعلاج نفسه والاختباء لبعض الوقت وبعد تماثله للشفاء رجته (طلبت منه راجية ) هوتارو ان يدربها ولكن اوتاكاتا كان يرفض رفضا شديدا وقد كان يحميها وحين اتى ناروتو وفريقه في مهمة لحماية هوتارو بسبب الأسلوب المحرم الذي في جسدها حيث سيطر الأسلوب المحرم على جسد هوتارو وكان سينفجر ويدمر كل شيء ولكن تدخل اوتاكاتا وقمع الانفجار حيت امتصه بقوى البيجو الدي لديه وتمت هزيمة الأعداء أيضا من طرف ناروتو وفريقه.

### نهايته
بعد نهاية أحداث تلك المهمة خرج اوتاكاتا مع هوتارو في رحلة لتدريب ولكنه أراد الذهاب إلى انبو قريته ليتحدث معهم ولكنه وجدهم مقتولين حيث تقاتل مع باين وفي نهاية الأمر امسك به من طرف باين، وقد ارسل عدد لا يحصى من الفقاعات لهوتارو حتى تم استخراج البيجو منه مما أدى إلى وفاته.

## الأشخاص المقربين منه

### هاروسام
| الاسم      | هاروسام                                |
| أول ظهور   | الأنمي :الحلقة 145، المانجا : لم يظهر. |
| مؤدي الصوت | كينجي ياماشي                           |
| الانتماء   | قرية كيريغاكوري                        |

هاروسام هو مدرب اوتاكاتا وقد كان يحاول مساعدة اوتاكاتا بانتزاع الوحش ذو الستة ذيول منه لكن اوتاكاتا ظن انه يخونه فقام بقتله.

### هوتارو
| الاسم       | هوتارو                                |
| أول ظهور    | الأنمي :الحلقة 144، المانجا : لم تظهر |
| مؤدية الصوت | ميجومي تويوجوشي                       |
| الجنس       | انثى                                  |
| الانتماء    | عشيرة تسوشيجيمو                       |

بعد أن قام اوتاكاتا بإنقاذ هوتارو من بعض النينجا فقد أعجبت به وطلبت منه تدريبها ولم يكن يوافق إلا أنها كانت تفعل كل مايقول لكي يدربها.

## الجنشوركي الخاص به
| اسمه الحقيقي     | Raijuu [الإنجليزية] |
| الهيئة           | يرقة                |
| حامله            | اوتاكاتا            |
| أول ظهور للركوبي | أول ظهور للركوبي    |
| الانتماء         | قرية الضباب         |